# Panna z mokrą głową (film)
Panna z mokrą głową – polski film dla młodzieży z 1994 roku. Film jest adaptacją powieści Kornela Makuszyńskiego pod tym samym tytułem.
Oprócz wersji kinowej powstał też serial telewizyjny o tym samym tytule.
Film kręcony w Warszawie (m.in. Stare Miasto), Zakopanem (Willa „Koliba”), Radachówce, Turowej Woli i Górze Kalwarii.

## Obsada aktorska
- Paulina Tworzyańska (Irenka Borowska),
- Anna Nehrebecka (matka Irenki),
- Marek Kondrat (Henryk Borowski, ojciec Irenki),
- Anna Milewska (Cecylia, babcia Irenki),
- Iga Cembrzyńska (ciotka Amelia),
- Hanna Stankówna (ciotka Barbara),
- Antoni Frycz (Jasio, brat Irenki),
- Beata Tyszkiewicz (hrabina Ewelina Opolska, kuzynka Irenki),
- Marian Opania (doktor Zenobiusz Lipień),
- Jerzy Bińczycki (ksiądz),
- Rafał Wieczyński (Józef Podkówka, nauczyciel Irenki),
- Anna Dymna (matka Zbyszka, właścicielka pensjonatu "Ustronie" w Zakopanem),
- Rafał Zwierz (Zbyszek),
- Sławomir Orzechowski (Zgierski, wierzyciel Borowskiego),
- Cezary Domagała (Jan Zadora, słynny tenor),
- Krzysztof Kowalewski (teść Podkówki),
- Anna Gornostaj (żona Podkówki),
- Joanna Jędryka (matka Podkówki),
- Jarema Stępowski (Józef, lokaj hrabiny),
- Kazimierz Mazur (stajenny w majątku Borowskich),
- Jan Prochyra (złodziej w dworku Borowskich),
- Antonina Girycz (właścicielka sklepu w Zakopanem),
- Ilona Kucińska (wieśniaczka w majątku Borowskich)
- Katarzyna Bargiełowska
- Jerzy Łazewski
- Krzysztof Łakomik